# Гриньян
Гринья́н (фр. Grignan) — коммуна во французском департаменте Дром, в регионе Рона — Альпы. Население — 1 521 (2008). Находится в одноименном кантоне.
Расстояние до Парижа — 530 км, до Лиона — 150 км, до Валанса — 60 км.

## Достопримечательности
Старейшие памятники (часовня Св. Викентия) восходят к XI веку. Известен замком XVI в. (начал строиться в XII в.). История поселения теснейшим образом связана с историей замка.
В Гриньяне можно увидеть миниатюрную деревню, населённую глиняными фигурками-сантонами, традиционными для юга Франции. Она занимает площадь в 400 м2 и насчитывает 70 зданий и около 1000 персонажей.

## Известные люди
В городе в разные годы жила госпожа Севинье (её дочь была женой владельца гриньянского замка). Здесь она и скончалась; ей установлен памятник. С 1953 года в городе живёт поэт Филипп Жакоте.